# Políptico da Capela do Esporão

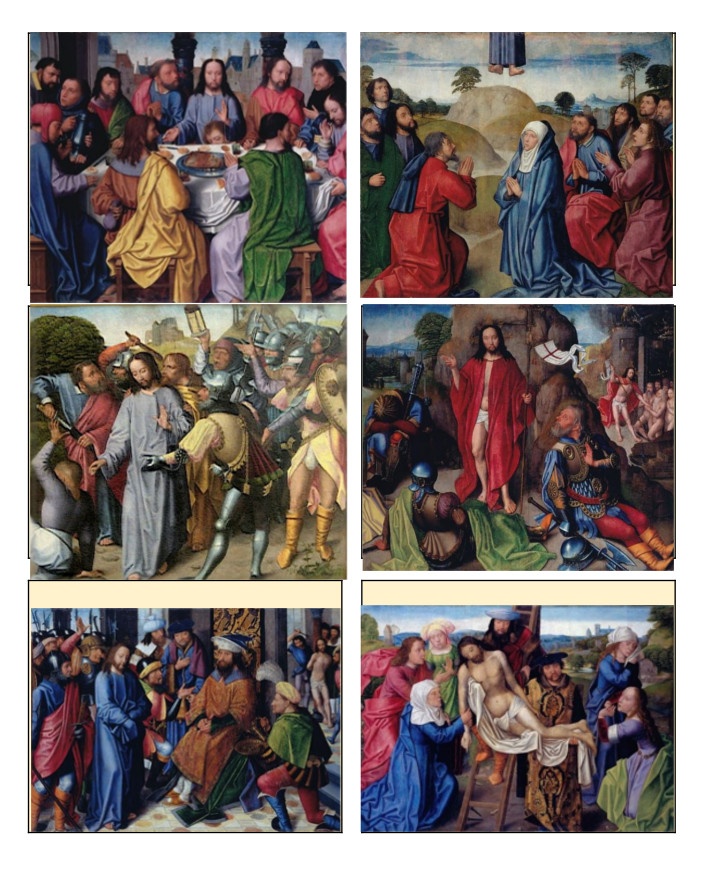
Reconstituição do Políptico da Capela do Esporão de Mestre flamengo desconhecido, cujas pinturas estão actualmente no Museu de Évora, conforme uma das hipóteses propostas por Túlio Espanca.

O Políptico da Capela do Esporão é um políptico de pinturas a óleo sobre madeira de carvalho pintadas cerca de 1530-1537 por Mestre flamengo desconhecido que se julga ser do círculo de Gerard David (1460-1523) e que se destinou a decorar inicialmente a Capela do Esporão da Sé de Évora, imediatamente após a edificação desta capela. Os seis painéis sobreviventes, Última Ceia, Prisão de Cristo, Cristo ante Pilatos, Descimento da Cruz, Ressurreição de Cristo e Ascensão de Cristo, encontram-se actualmente no Museu de Évora.
A mais antiga referência escrita conhecida deste Políptico data de 1537, quando o Cardeal-Infante D. Afonso escreveu um relatório de uma visita à Sé de Évora a que deu o título precisamente de Visitação. Esta Visitação, redescoberta por Túlio Espanca em 1944, refere a existência de um Políptico com as cenas da Paixão de Cristo, que estaria colocado na capela dedicada a Nossa Senhora da Piedade, edificada em 1530 por iniciativa e financiamento de João Mendes de Vasconcelos, fidalgo de posição elevada na corte de então, senhor da herdade e Torre do Esporão, capela que por isso passou a ser conhecida como a do Esporão. Esta capela foi reformulada cerca de 1620, tendo as pinturas originais sido retiradas do seu lugar inicial e passado depois por um período de esquecimento. No início de século XIX, o arcebispo de Évora, Manuel do Cenáculo, ao encontrar estes painéis, bem como os do antigo Políptico da Sé de Évora, abandonados e em muito mau estado de conservação no palácio arcebispal, encarregou o pintor Matias José de Castro, que então pintava os tectos da biblioteca de Évora, de restaurar estas pinturas antigas que ficaram na sua colecção, as quais mais tarde seriam colocadas na Biblioteca Pública de Évora e, finalmente em 1915, seriam transferidas para o Museu de Évora onde se encontram.
Markl e Pereira, na sequência de Túlio Espanca, consideram que para além das seis pinturas conhecidas haveria uma outra que trataria o Calvário para uma sequência completa da Paixão de Cristo. Já Luís Reis Santos não aceitava esta tese e integrava os seis painéis como predela do Políptico da Sé de Évora, que assim seria composto por 19 pinturas. Quanto ao autor das seis pinturas, Reis Santos, lembrando que Raczynski encontrou analogias com obras de Hans Memling, supunha que fosse o mesmo do Político da Capela-mor, notando-lhes as mesmas influências dos pintores de Bruges e de Gand, talvez com predominância de Gerard David. Para além das semelhanças da cor e do processo técnico, para Reis Santos parecem incontestáveis as afinidades entre os modelos da Última Ceia e as das obras da Colecção Robert Lehman do MET de Nova Iorque atribuidas por Friedländer a Gerard David.
Markl e Pereira concluem que se o grande Políptico da Sé de Évora abre caminho para uma ideologia imagética que terá os seus reflexos no Políptico da Capela-mor da Sé de Viseu e no Políptico do Convento de São Francisco de Évora, já o Políptico da Capela do Esporão transmite, tardiamente, uma lição arcaica e sem grandes repercussões no evoluir da pintura portuguesa de Quinhentos.

## Descrição
Segundo Túlio Espanca, três únicas hipóteses se nos apresentam para a disposição do pequeno Políptico na sua feição inicial. Em fieiras horizontais de duas tábuas, eliminando a probabilidade de existência de um sétimo quadro “Calvário”; em fieiras verticais de duas; ou de qualquer uma das maneiras centrado por um “Calvário” de escultura em relevo. Faz-se a seguir a descrição de cada um dos seis pinturas seguindo uma ordem narrativa.

### Última Ceia

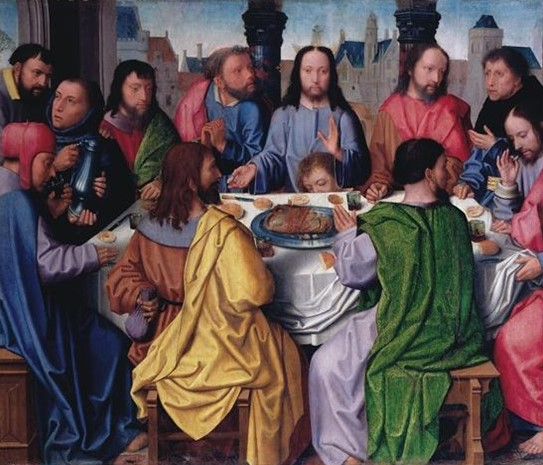
Última Ceia (1530-1537), de Mestre flamengo desconhecido, com 75,7 cm de altura e 88 cm de largura, no Museu de Évora

Última Ceia é uma pintura a óleo sobre madeira pintada cerca de 1530-1537 por Mestre flamengo de que se desconhece a identidade e que se julga pertencer ao círculo de Gerard David (1460-1523), mede 75,7 cms de altura e 88 cms de largura, fez parte do Retábulo da Capela do Esporão e encontra-se actualmente no Museu de Évora.
Cristo e os doze apóstolos estão sentados a uma mesa rectangular coberta com um pano branco para a sua última refeição em conjunto. Cristo com a mão esquerda erguida e segurando na mão direita um pedaço de pão encontra-se ao centro estando os seus mais directos seguidores distribuidos de ambos os lados. Dois deles estão sentados de frente para Cristo e de costas para o espectador, havendo um espaço entre eles para se poder ver a parte central da mesa. Oito dos discípulos encontram-se de frente, estando João sentado num nível inferior com a cabeça apoiada no abdómen de Cristo. Um dos que estão de costas para o espectador, o do lado esquerdo, facilmente se identifica como Judas pois, para além da usual capa amarela, segura o saco com os trinta dinheiros.
Em fundo, através da abertura suportada por duas colunas, vê-se a parte superior do casario com contornos flamengos da representação da cidade de Jerusalém. A pintura deve ter sido cortada do lado direito, dado que a figura de Cristo se encontra descentrada e porque do apóstolo que se encontra nessa extremidade apenas se vêm as mãos e parte do manto.

### Prisão de Cristo

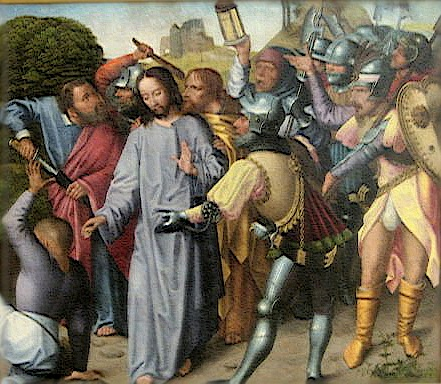
Prisão de Cristo (c. 1530-1537), de Mestre flamengo desconhecido, com 75,7 cm de altura e 88 cm de largura, no Museu de Évora.

A Prisão de Cristo é uma pintura a óleo sobre madeira pintada até 1530-1537 por Mestre flamengo de que se desconhece a identidade e que se julga pertencer ao círculo de Gerard David (1460-1523), mede 75,7 cms de altura e 88 cms de largura, fez parte do Retábulo da Capela do Esporão e encontra-se actualmente no Museu de Évora.
Cristo dirige o braço direito para Malco tendo na mão direita a orelha cortada deste para a colar curando-o, e com a outra mão, num gesto de apaziguamento, tenta acalmar o grupo de soldados irados que do lado direito avançam sobre Pedro. No lado esquerdo, Malco está caido no chão com um dos braços no ar como que a defender-se de Pedro. Este, de pé, está voltado para Cristo com uma expressão de incredulidade pela ordem para embainhar a faca com que feriu Malco. Atrás, na mão de um dos soldados, aparece no ar a lanterna que Malco usara e em fundo, ao centro, vêem-se algumas casas no cimo de um monte.
A pintura representa a Prisão de Jesus e um dos episódios que lhe estão associados que é o milagre da cura da orelha de Malco, relatado nos quatro Evangelhos (Lucas 22:49-52) ainda que o nome de Malco e o de Pedro apenas sejam referidos no Evangelho segundo João, mas neste caso não citando o milagre relatado nos outros. Quando da prisão de Jesus, um dos seus discípulos, Pedro, deixando-se dominar pela cólera, atacou Malco, servo do Sumo-sacerdote, que tinha guiado os soldados até Jesus iluminando o caminho com uma lanterna. Pedro derrubou-o e cortou-lhe uma orelha com a sua faca. Jesus pediu ao discípulo que se acalmasse e, dirigindo-se a Malco, colou a orelha no seu lugar curando-o. Trata-se de um episódio usado para realçar a brandura de Jesus por oposição à reacção colérica de um dos seus discípulos.

### Cristo ante Pilatos

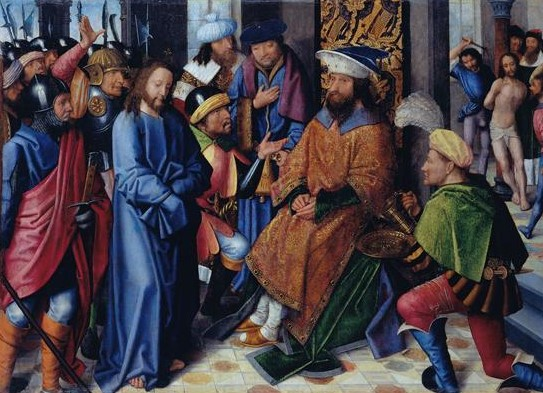
Cristo ante Pilatos (1530-1537), de Mestre flamengo desconhecido, com 77 cm de altura e 105 cm de largura, no Museu de Évora.

Cristo ante Pilatos é uma pintura a óleo sobre madeira pintada até cerca de 1530-1537 por Mestre flamengo de que se desconhece a identidade e que se julga pertencer ao círculo de Gerard David (1460-1523), mede 77 cms de altura e 105 cms de largura, fez parte do Retábulo da Capela do Esporão e encontra-se actualmente no Museu de Évora.
Tendo atrás de si soldados e gente agitada, Jesus Cristo está em pé, de olhos cerrados e cabeça baixa, vestindo uma túnica azul cujas mangas compridas lhe tapam as mãos. À sua frente, Pilatos está sentado num trono com as mãos pousadas sobre as pernas, numa posição como que alheada, tendo do lado direito um servo semi-ajoelhado que despeja água de um jarro para uma tina, onde Pilatos irá lavar as mãos.
Por detrás desta figura, do lado direito, dois degraus dão acesso a uma outra sala onde vemos retratada, numa cena secundária, a Flagelação de Cristo. Nesta cena, Cristo encontra-se de pé, preso pelas mãos a uma coluna, tendo apenas a cobri-lo um pano branco preso em volta da cintura. Do seu lado direito, um homem ergue o chicote com que o vai açoitar, enquanto três outros figuras presenciam a cena.
A pintura representa o momento em que Jesus é apresentado perante o governador (praefectus) da província romana da Judeia, Pôncio Pilatos, após ter sido condenado pelas autoridades religiosas judias. E se num primeiro momento pretendia não castigar Jesus, Pilatos acaba por ceder à pressão da multidão que pede a sua condenação à morte com o gesto simbólico de lavar as mãos relativamente à decisão condenatória.

### Descimento da Cruz

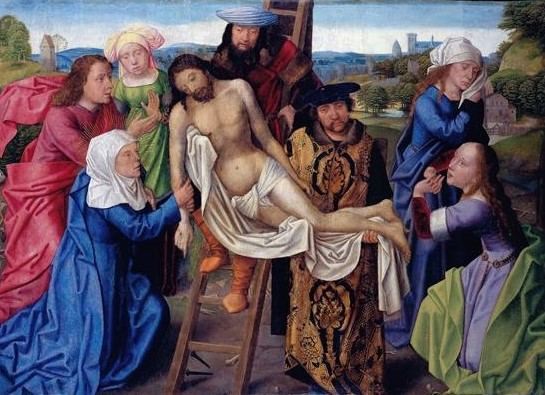
Descimento da Cruz (1530-1537), de Mestre flamengo desconhecido, com 77 cm de altura e 105 cm de largura, no Museu de Évora.

Descimento da Cruz é uma pintura a óleo sobre madeira pintada cerca de 1530-1537 por  Mestre flamengo de que se desconhece a identidade e que se julga pertencer ao círculo de Gerard David (1460-1523), mede 77 cms de altura e 105 cms de largura, fez parte do Retábulo da Capela do Esporão e encontra-se actualmente no Museu de Évora.
Ao centro, o corpo de Cristo é retirado da cruz por um homem que o segura com um dos braços amparando-se com a outra mão à escada que está a descer. Ao lado da escada, no chão, um outro homem ajuda o primeiro segurando as pernas de Cristo. Do lado esquerdo, a Virgem Maria, ajoelhada no chão, segura o braço do seu filho, tendo trás de si São João e uma outra mulher. Do lado direito, Maria Madalena, com um traje que contrasta com a simplicidade das túnicas das outras mulheres, está ajoelhada perante Cristo a chorar, estando ao lado outra mulher que vira o rosto para o lado limpando as lágrimas. Ao fundo, vendo-se do lado direito as muralhas de Jerusalém, a linha do horizonte acentua a horizontalidade da composição.
Segundo Joaquim O. Caetano, a pintura manifesta, no estilo e na iconografia, traços de alguma arcaicidade apresentando algumas afinidades com a Deposição da Cruz de Rogier van der Weyden, no Museu do Prado, ou com a tábua central do Triptíco da Paixão, de Dirck Bouts, na Capela Real de Granada.

### Ressurreição

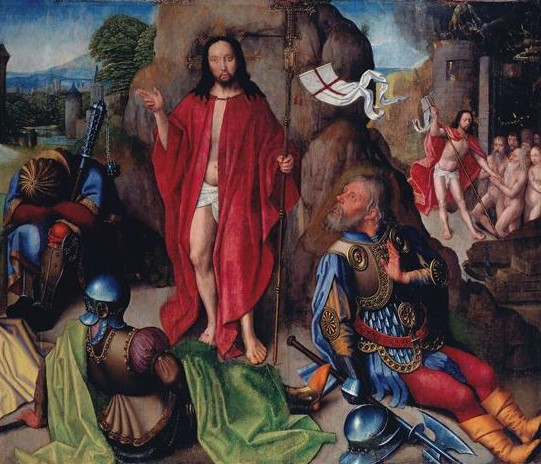
Ressurreição (1530-1537), de Mestre flamengo desconhecido, com 76 cm de altura e 87 cm de largura, no Museu de Évora.

A Ressurreição é uma pintura a óleo sobre madeira pintada cerca de 1530-1537 por  Mestre flamengo de que se desconhece a identidade e que se julga pertencer ao círculo de Gerard David (1460-1523), mede 76 cms de altura e 87 cms de largura, fez parte do Retábulo da Capela do Esporão e encontra-se actualmente no Museu de Évora.
Cristo está ao centro, de pé, coberto com um manto vermelho entreaberto ao meio, em frente da entrada do túmulo incrustado numa pequena pequena elevação de terreno que divide a composição em duas partes. Segura, na mão esquerda, uma férula onde está preso um estandarte branco com a cruz vermelha, símbolo da sua vitória sobre a morte. Em volta da entrada do túmulo encontram-se três soldados sentados no chão. Um deles ainda dorme com a cabeça encostada aos braços assentes sobre os joelhos segurando prendendo uma maça com uma bola de pontas presa por uma corrente. O segundo está de costas para o espectador e parece reclinar-se para trás com a surpresa. E o terceiro, mostrando também surpresa voltando a face para Cristo, ergue uma das mãos e com a outra pega na alabarda.
Em plano recuado, do lado direito, vemos representada, numa cena secundária, o encontro de Jesus ressuscitado com um grupo de homens e mulheres nus que poderá ser o encontro com os Santos no Paraíso? Ao fundo, do lado esquerdo, a paisagem desenvolve-se em grande profundidade vendo-se o que parece ser uma muralha e uma torre junto a um rio, que poderá ser mais uma vez a representação de Jerusalém.

### Ascensão de Cristo

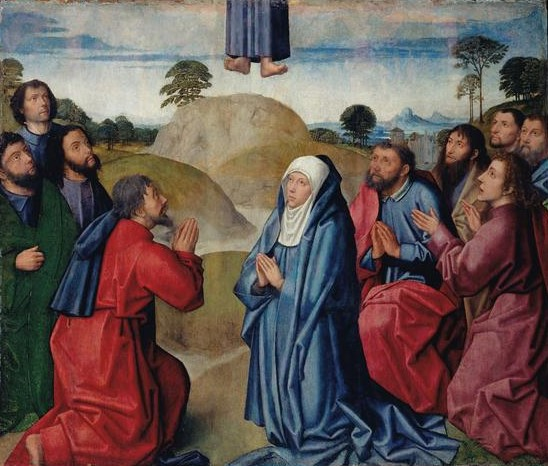
Ascensão de Cristo (1530-1537), de Mestre flamengo desconhecido, com 77 cm de altura e 89,5 cm de largura, no Museu de Évora.

A Ascensão de Cristo é uma pintura a óleo sobre madeira pintada até cerca de 1530-1537 por  Mestre flamengo de que se desconhece a identidade e que se julga pertencer ao círculo de Gerard David (1460-1523), mede 77 cms de altura e 89,5 cms de largura, fez parte do Retábulo da Capela do Esporão e encontra-se actualmente no Museu de Évora.
A pintura representa o episódio bíblico da Ascensão de Jesus. A Virgem Maria e nove dos apóstolos, alguns ajoelhados e de mãos postas, erguem os rostos para o alto, em direcção a Jesus que se eleva no céu. De Jesus, ao centro e na parte superior da pintura, apenas se vêem os pés e o fundo da túnica. A Virgem Maria e os Apóstolos encontram-se agrupados nos dois lados da pintura, deixando um espaço central desimpedido que se projecta até ao horizonte cortado por uma pequena elevação de terreno. Do lado esquerdo, estão quatro apóstolos e do lado oposto a Maria Maria, vestida com o mesmo manto azul e o toucado da Descida da Cruz deste Políptico, tendo por detrás São Pedro, com as mesmas vestes da Última Ceia  e da Prisão de Jesus. A meia distância do lado esquerdo nota-se uma mata e do lado direito vêem-se as torres e casas duma cidade e no restante uma paisagem que se desenvolve em grande profundidade projectando-se no horizonte.

## História
O cardeal D. Afonso (1509–1540) escreve em 1537 um relatório sobre a Sé de Évora a que dá o título de Visitação e que serviu de base do estudo de Túlio Espanca sobre a Sé e o Retábulo da Capela do Esporão.

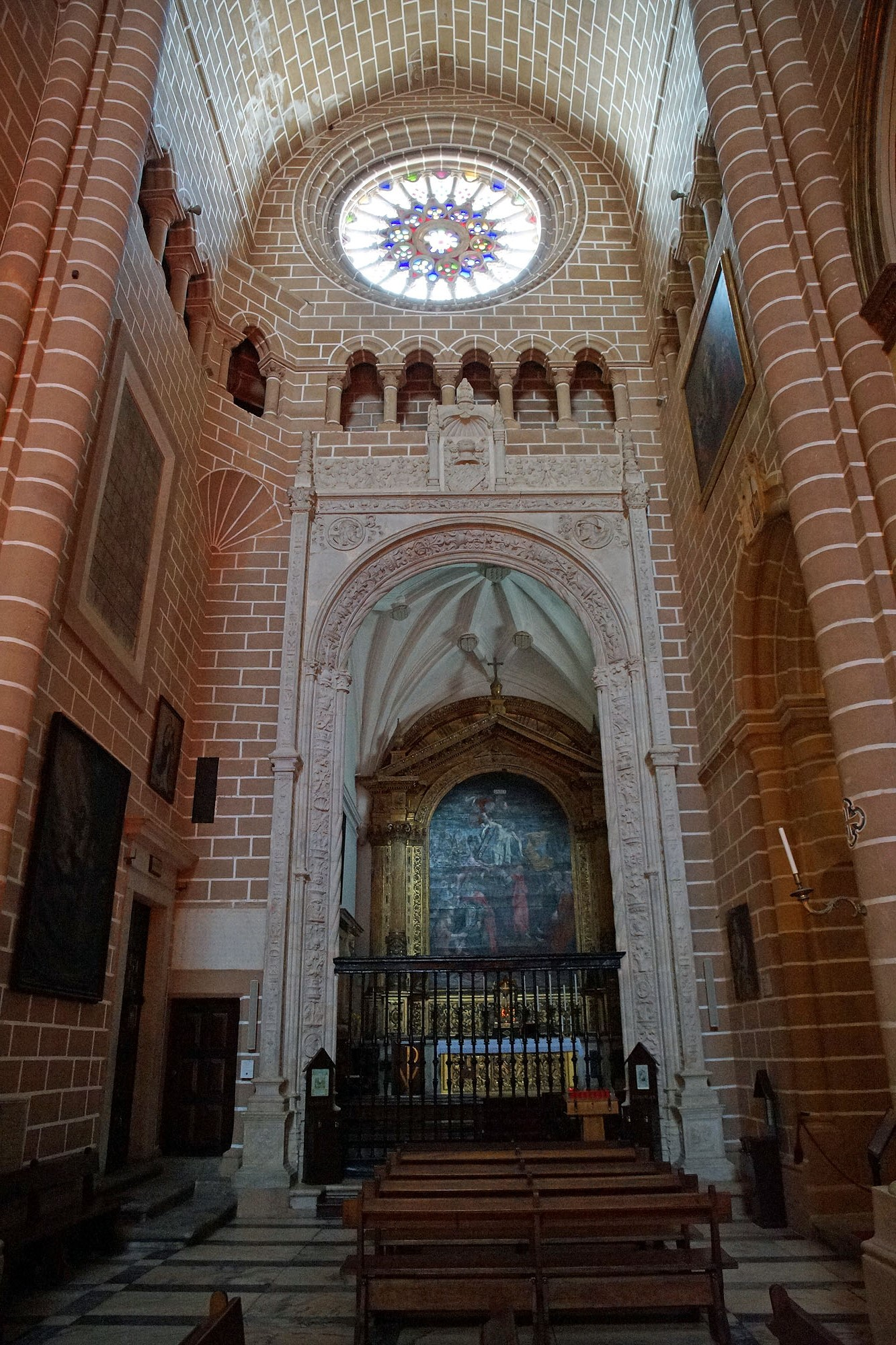
Capela do Esporão, da Catedral de Évora, na actualidade, podendo ver-se no retábulo a volumosa pintura Descida da Cruz que constitui a obra prima do pintor Pedro Nunes, colocada no local onde originalmente esteve o Políptico flamengo quinhentista.

Em 1529, João Mendes de Vasconcelos, senhor do Castelo de Esporão, com o acordo do rei D. João III, do referido bispo-infante D. Afonso e do Cabido da Sé, obteve do Papa Clemente VII o consentimento para edificar uma capela no topo do cruzeiro norte da Sé de Évora, «para seu enterro e dos seus descendentes».
Em 1530 iniciam-se as obras de abertura da parede do transepto e, por encomenda certamente segundo T. Espanca, compra na Flandres um políptico da invocação da Senhora da Piedade. A referida Visitação chama-lhe retábulo muito bom com todos os passos da Paixão. Os polípticos sobre este assunto geralmente são compostos de seis, ou sete painéis, devendo ter sido este o número de pinturas que inicialmente decorou a capela, que é de pequenas dimensões e não comporta um retábulo muito volumoso.
Mais tarde, até 1717, pelo menos, há registo de haver na Catedral de Évora um curioso conjunto de seis pequenos painéis flamengos da Paixão de Cristo que se julgava terem pertencido, como predelas, ao sumptuoso retábulo brugence da «Vida da Virgem», da capela-mor gótica destruida nesse ano, e hoje depositados no Museu de Évora.
Em Portugal e Espanha, nos fins do século XV e primeira metade do século XVI, era comum a importação de polípticos de pintura religiosa da Flandres, por intermédio das feitorias de Bruges, Antuérpia, Bruxelas ou Lovaina, e na Ilha da Madeira ainda no final do século XVI se permutava cana de açúcar com obras de mestres flamengos. Os Retábulos da Madre de Deus (Quentin Metsys), Porto (Van Orley) e Misericórdia do Funchal (Jan Provost), foram importados por encomenda.
Do Políptico da Capela do Esporão, de que apenas são conhecidas seis tábuas, também se ignora a proveniência, o autor e a data precisa da sua execução. Para T. Espanca não parece aceitável que tenha sido pintado em Évora por artistas flamengos numa época tão avançada e num ambiente já quase libertado das formas arcaizantes constantes dos painéis. Também parece anacrónico que tenha sido pintado por mestre local de Évora embebido de uma técnica tão característica e até, nalgumas das pinturas, do primitivismo inconfundível dos neerlandeses. Poderia ter sido executado por aluno português do atelier de Quentin Metsys, ou por um imitador de Gerard David, de quem se nota forte influência a ponto de o Políptico da Capela do Esporão, pela técnica de rígido e convencional arcaísmo, ter iludido o conhecedor Raczynski que o supôs feito por mestres brugenses de Quatrocentos.
Conclui T. Espanca que o Políptico da Capela do Esporão foi adquirido diretamente por João Mendes de Vasconcelos nos Países Baixos. A sua grande influência como antigo embaixador na corte de Carlos V e pai do então diplomata no mesmo lugar faziam de João Mendes de Vasconcelos um dos mais notáveis fidalgos da corte. Edificando na Catedral de Évora, então a segunda cidade do reino, uma capela para sua jazida, escolheu as cenas da Paixão que constituiam ambiente fúnebre e que ricamente emolduradas, quem sabe se centradas por um Calvário de escultura, foi inaugurada com cerimonial em 1530. As duas primeiras e as duas últimas foram cortadas para encaixe na capela, ou mais tarde, em 1620, quando Manuel de Vasconcelos transformou a capela na forma que agora se apresenta, e os quadros flamengos tiveram outro destino, podendo ter sido colocados como predelas na capela-mor.
Em 1541 faleciam os morgados do Esporão, João Mendes de Vasconcelos e a sua segunda esposa, Briolanja de Melo, tendo sido sepultados no primeiro túmulo aberto na capela que haviam mandado construir. Refere depois T. Espanca que o altar primitivo e o retábulo flamengo foram apeados e substituidos pelo santuário actual dominado pelo quadro Descimento da Cruz, obra atribuida ao pintor Francisco Nunes, já conhecido em 1600.
No princípio do século XX, Frei Manuel do Cenáculo, com muito dispêndio e carinho, mandou emoldurar os dezanove painéis, sob a orientação técnica de Matias José de Castro. Foi este artista de decoração mural que inconscientemente cometeu a última repintura oficial das tábuas flamengas.

### Ligação externa
- Página oficial do Museu de Évora